# Joc de strategie

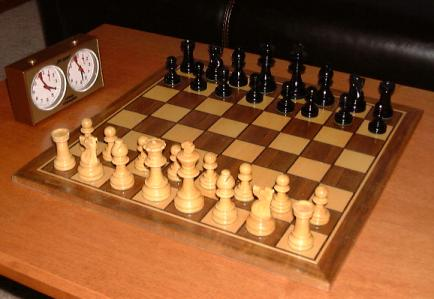
Șah

Jocurile de strategie sunt jocuri în care capabilitatea jucătorilor de a lua decizii are o influență determinantă în rezultatul acestora. În aceste jocuri jucătorii au interese opuse, în totalitate sau parțial, acest aspect cauzând un anumit comportament și o anumită strategie în abordarea jocului. Strategiile sau combinațiile de strategii ale jucătorilor sunt recompensate cu un anumit câștig. La finalul jocului are loc o comparare a rezultatelor și o corelare a acestora cu strategiile efectuate. Strategia este modul de acțiune ales de fiecare jucător (individuală) sau de toți jucătorii (strategia jocului). Majoritatea jocurilor sociale multiplayer depind nu numai de noroc ci și de o strategie. Uneori este greu de aplicat, deoarece trebuie urmărite mișcările adversarilor, ca la Remi, alteori puteți găsi strategii, detaliat descrie în cărți și site-uri.